# Меоло
Меоло (італ. Meolo, вен. Méolo) — муніципалітет в Італії, у регіоні Венето, метрополійне місто Венеція.
Меоло розташоване на відстані близько 420 км на північ від Рима, 23 км на північний схід від Венеції.
Населення — 6455 осіб (2014).
Щорічний фестиваль відбувається 24 червня. Покровитель — святий Іван Хреститель.

## Демографія
Населення за роками:

Станом на 1 січня 2023 року в муніципалітеті офіційно проживало 589 іноземців з 44 країн, серед них 170 громадян країн Євросоюзу та 26 громадян України.

## Сусідні муніципалітети
- Фоссальта-ді-П'яве
- Монастієр-ді-Тревізо
- Музіле-ді-П'яве
- Куарто-д'Альтіно
- Ронкаде